# USS Nautilus (SS-168)
USS Nautilus (SS-168) — американський підводний човен класу «Нарвал» часів Другої світової війни. Це був п'ятий корабель ВМС США, який носив цю назву.

## Конструкція та призначення
Nautilus був закладений на морській верфі Маре-Айленд у 1927 році та прийнятий на озброєння у 1930 році. Спочатку він мав лише номер V-6 (SF-9) замість назви, але в 1931 році був перейменований у Nautilus.
Він був одним із «V-boat», групи великих підводних човнів, які, натхненні німецькими підводними крейсерами, були розроблені для далеких океанських операцій. Єдиним кораблем-побратимом Nautilus був головний корабель класу USS Narwhal, іншими кораблями в групі були USS Barracuda, USS Bass, USS Bonita, USS Argonaut, USS Dolphin, USS Cachalot і USS Cuttlefish.

## Операційна історія
«Наутілус» стояв у Перл-Харборі протягом 1930-х років, де він був флагманом дивізіону підводних човнів і регулярно брав участь у навчаннях флоту та тренувальних місіях. У липні 1941 року човен був модернізований на будівельному заводі, включаючи нові дизельні двигуни, кондиціонер і вдосконалене радіообладнання. Ремонт тривав до весни 1942 року, тому човен не був у порту приписки, коли на Перл-Харбор напали японці.
Після капітального ремонту човен брав участь у Тихоокеанській операції. Під час свого першого патрулювання човен брав участь у битві за Мідвей, де він був єдиним американською підводним човном, який було обстріляно. Тривалий час вважалося, що Nautilus потопив вже постраждалий японський авіаносець Kaga. Однак свідчення японців, які вижили після війни, підтвердили, що дві торпеди не потрапили в носій, а третя була невдалою. Ще дві торпеди, випущені по кораблю, який був ідентифікований як лінкор, також не влучили в ціль. За дії під час бою командир "Наутілуса " отримав Військово-морський хрест. Після поповнення запасів на Мідвеї «Наутілус» продовжив патрулювання, під час якого він пошкодив японський есмінець і нафтовий танкер, а також потопив японський есмінець «Ямакадзе», перш ніж повернутися в Перл-Гарбор після пошкодження від атаки глибинною бомбою.
Друге патрулювання човна привело до островів Макін. «Наутілус» і «Аргонавт» перевозили морську оперативну групу для диверсійної атаки. Два підводні човни також підтримували війська, які підсилили атакучерез два дні, «Наутілус» потопив патрульний катер і баркас.
Наступний патруль привів човен у японські води. Незважаючи на численні проблеми, спричинені поганою погодою та технічними проблемами, під час цієї місії Nautilus потопив три японських вантажних судна та три сампани з їх бортовими гарматами. Корабель продовжував свою роботу ще кілька днів, хоча після чергової атаки глибинною бомбою залишив на поверхні води масляний слід.
Після ремонту в Перл-Гарборі «Наутилуса» прибув на Соломонові острови. Було евакуйовано 26 дорослих і троє дітей до Брисбена, Австралія. У лютому Nautilus потопив ще один японський вантажний корабель і пошкодив інший, а також есмінець і танкер. «Наутілус» відплив із Брисбена в Перл-Гарбор і через п'ять днів продовжив курс до Аляски. Там було тренування армійських розвідників для висадки амфібій у битві на Алеутських островах. «Наутілус» висадив 109 осіб за п'ять годин до основної висадки американських військ на острові Атту.
Після переобладнання влітку 1943 року наступною місією "Наутилуса " був розвідувальний похід, під час якого сфотографувано узбережжя кількох островів, у тому числі Тарава. Наступна місія повернула «Наутілус» до Тарави, знову як транспорт для спеціального підрозділу. Незважаючи на те, що «Наутілус» був помилково обстріляний американським есмінцем USS Ringgold (DD-500) і був трохи пошкоджений під час походу, він безпечно висадив 78 морських піхотинців США та австралійського розвідника, і забезпечив успіх місії через бомбування японських укріплень з бортовими гарматами.
Після чергового патрулювання, під час якого «Наутілус» потопив інший японський вантажний корабель, послідувала серія походів, у яких транспортні можливості «Наутілуса» використовувалися для спеціальних завдань. Човен перевозив боєприпаси та інші припаси місцевим групам опору проти японців і евакуював біженців на зворотному шляху. Під час тринадцятого патрулювання «Наутілус» також виконав незвичайну місію, а саме: знищив USS Darter, який сів на риф і не міг бути звільнений, незважаючи на всі зусилля. Екіпаж «Дартера» вже був евакуйований з USS Dace. Однак спроби як Dace, так і USS Rock знищити пришвартований човен зазнали невдачі, оскільки торпеди влучили в риф, а не в човен. «Наутілус» використовував свої 15,2-сантиметрові гармати та завдав 55 ударів, перетворивши «Дартер» на руїну.
«Наутілус» завершив своє чотирнадцяте й останнє патрулювання 30 січня 1945 року у Дарвіні, Австралія.
ВМС США передислокували човен до Філадельфії. Списаний у червні 1945 року. Після виключення з обліку у липні човен продали на брухт.

## Нагороди
Наутилус отримав 14 бойових зірок і Президентську відзнаку частині за службу в Другій світовій війні.